# 蔡任鵠
蔡任鹄，字诒翀，福建晋江人，清朝政治人物，同进士出身。
康熙三十九年（1700年）庚辰科进士，授景陵縣知縣，因病歸鄉。